# カルタゴ (コスタリカ)

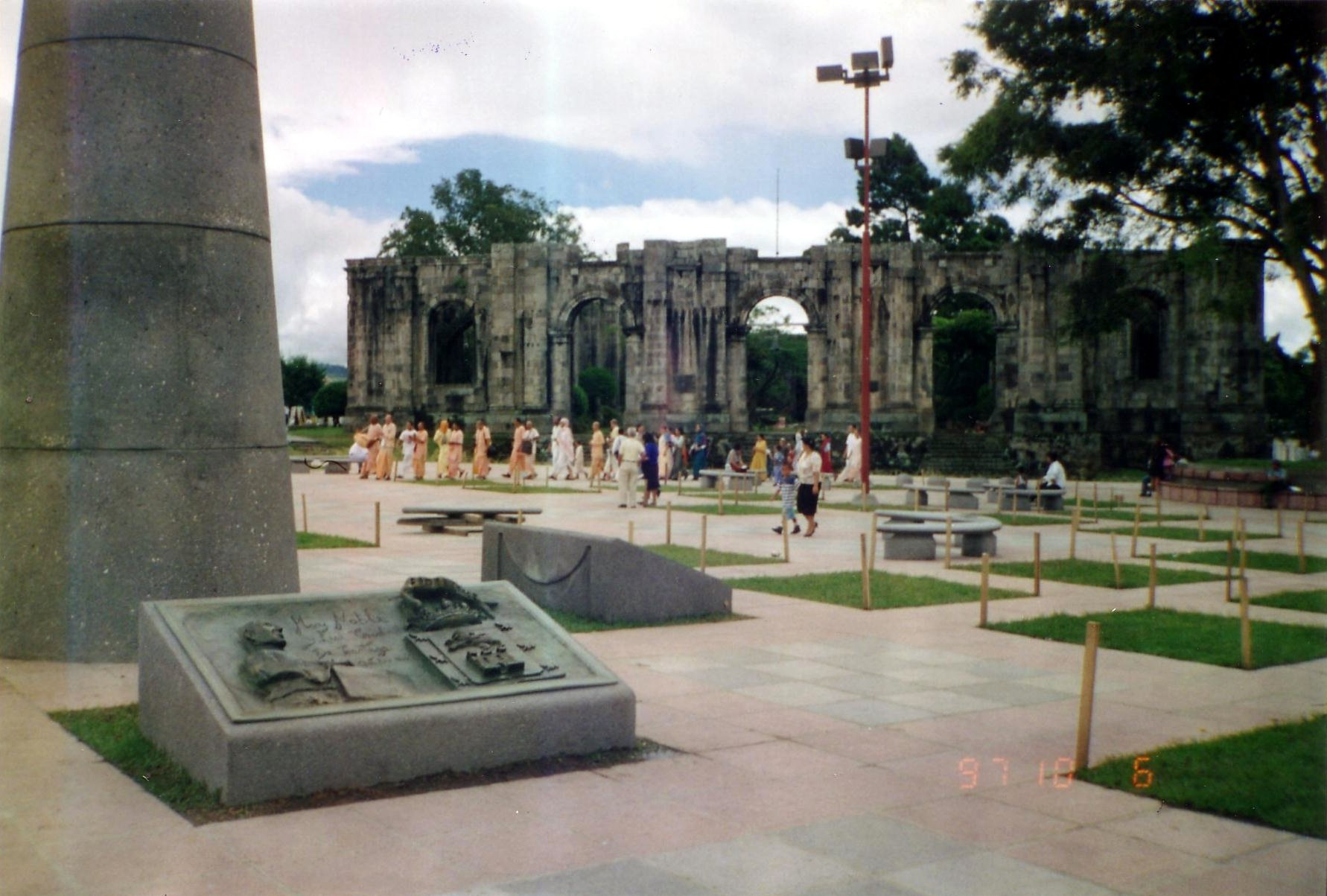
カルタゴ中央公園の市長広場のサンチャゴ使徒教会跡

カルタゴ(スペイン語：Cartago / kaɾˈtaɣo)は、コスタリカのカルタゴ州の州都。

## 概要
2016年の人口は22万5700人で、国内3位。
首都サンホセの約25km東に位置する。
標高は約1435mで、イラス火山の麓にある。
1574年～1824年の間は、コスタリカの首都だった。

## 人口
- 2000年6月30日：15万9300人
- 2011年6月30日：21万5800人
- 2016年6月30日：22万5700人

## 行政区画
以下の7区に分かれる。
- 甘名区
- カルメン区
- グアダルーペ区
- サンフランシスコ区
- 聖ニコラス区
- 西区
- 東区

## 歴史
- 1563年、Juan Vasquez de Coronadoが建設した。
  - コスタリカで初めて成功した植民都市だった[3]
- 1565年、フェリペ2世から紋章を受けた。
- 1574年、コスタリカの首都になった。
- 1814年、スペイン国会から「非常に高貴且つ非常に忠実」の称号を受けた。
- 1822年、大地震が発生した。
- 1824年、共和党党首のGregorio Jose Ramirezがサンホセに遷都した。
  - サンホセやアラフエラが共和政を支持したのに対して、カルタゴがメキシコへの併合を支持した為である。
- 1841年、大地震が発生した。
- 1910年、大地震が発生した。
- 1963年、大地震が発生してイラス火山が噴火し、サンホセは2年に渡って火山灰に覆われた。
  - カルタゴ周辺も農地が大被害を受けたが、都市は無事だった。

## 経済
周辺地区では農業が盛ん。
工業団地では少数の自国籍・多国籍企業が操業している。
市民の多くがサンホセ都市圏で働いている。

## 教育
- コスタリカ工業大学（英語版）

## スポーツ

### サッカー
- CSカルタヒネス：1906年設立で国内最古。本拠地はホセ・ラファエル・フェロ・メサ・イヴァンコヴィッチ競技場（英語版）。

## 気候
| カルタゴの気候                         | カルタゴの気候 | カルタゴの気候 | カルタゴの気候 | カルタゴの気候 | カルタゴの気候 | カルタゴの気候 | カルタゴの気候 | カルタゴの気候 | カルタゴの気候 | カルタゴの気候 | カルタゴの気候 | カルタゴの気候 | カルタゴの気候   |
| 月                                     | 1月            | 2月            | 3月            | 4月            | 5月            | 6月            | 7月            | 8月            | 9月            | 10月           | 11月           | 12月           | 年               |
| -------------------------------------- | -------------- | -------------- | -------------- | -------------- | -------------- | -------------- | -------------- | -------------- | -------------- | -------------- | -------------- | -------------- | ---------------- |
| 平均最高気温 °F （°C）                 | 75.2 (24.0)    | 77.4 (25.2)    | 79 (26.1)      | 79.3 (26.3)    | 79.7 (26.5)    | 79 (26.1)      | 77.7 (25.4)    | 78.3 (25.7)    | 78.6 (25.9)    | 78.1 (25.6)    | 76.8 (24.9)    | 75.4 (24.1)    | 77.88 (25.48)    |
| 平均最低気温 °F （°C）                 | 52 (11.1)      | 51.4 (10.8)    | 53.1 (11.7)    | 54.1 (12.3)    | 57.4 (14.1)    | 58.3 (14.6)    | 56.8 (13.8)    | 57.7 (14.3)    | 57.9 (14.4)    | 57.9 (14.4)    | 55 (12.8)      | 52.9 (11.6)    | 55.38 (12.99)    |
| 降水量 inch （mm）                     | 4.846 (123.1)  | 3.555 (90.3)   | 2.406 (61.1)   | 2.83 (72)      | 5.398 (137.1)  | 5.028 (127.7)  | 4.39 (111.5)   | 4.071 (103.4)  | 5.063 (128.6)  | 4.839 (122.9)  | 5.83 (148)     | 6.97 (177)     | 55.226 (1,402.7) |
| 出典：Instituto Meteorológico Nacional |                |                |                |                |                |                |                |                |                |                |                |                |                  |

## 対外関係

### 姉妹都市･提携都市
- 高雄市（中華民国 直轄市）